# Andrés Martí
Andrés Martí fue un militar e ingeniero español de mediados del siglo XVIII. Autodenominado como Capitán de Galeota (la Galeota era una embarcación de apenas una quincena de marineros) y conocido por haber presentado en el año 1737 un proyecto para construir un canal navegable de dos kilómetros de longitud desde una represa del Jarama hasta el Manzanares. El proyecto pretendía proporcionar regadío a las tierras del lugar, aumentando la intensidad agricultora de la zona. No osbtante fue rechazado por irrealizable en la época. A pesar de todo, su proyecto fue el precursor anterior al Canal de Isabel II de Madrid. 